# Helga y Flora
Helga y Flora was een Chileense televisieserie die draait om twee agenten in Chili, die een moeilijke zaak in het zuiden van het land onderzoeken. In Chili liep de serie van april tot juni 2020. De serie werd stopgezet na een seizoen.